# Polyscias prolifera
Espèce
Synonymes
- Arthrophyllum proliferum Philipson[1]

Statut de conservation UICN

 VU D2 : Vulnérable
Polyscias prolifera est une espèce de plantes à fleurs de la famille des Araliaceae.

## Publication originale
- Plant Diversity and Evolution 128: 70. 2010.